# Raúl Gorriti
Raúl Gorriti (Camaná, 10 de outubro de 1956 - Camaná, 3 de abril de 2015) foi um ex-futebolista peruano. Ele competiu na Copa do Mundo FIFA de 1978, sediada na Argentina, na qual a seleção de seu país terminou na oitava colocação dentre os 16 participantes.